# Carles Azagra
Carles Azagra   (Morón de la Frontera, 18 de setembre de 1957) és un dibuixant i autor de còmics català, famós per publicar la sèrie Pedro Pico y Pico Vena entre altres obres.

## Biografia
Azagra va néixer a Morón de la Frontera, encara que es va criar a Saragossa, on va ser alumne de José Antonio Labordeta. Mitjançant el seu contacte col·labora amb Andalán, i poc després comença a col·laborar amb el Col·lectiu Zeta, amb qui tindria una condemna per ofensa a la religió. En els anys 70 es trasllada a Barcelona per estudiar Belles Arts, i comença a interessar-se en la política col·laborant amb grups clandestins com la Unió de Joventuts Comunistes d'Espanya, i diverses associacions veïnals aragoneses. El seu interès per la política marcaria la seva obra posterior, amb un fort component reivindicatiu.
A Barcelona, connecta amb el grup Butifarra! amb els quals comença a col·laborar per a associacions veïnals barcelonines, es muda a viure a Santa Coloma de Gramenet als anys 80. Hi comença a treballar per a les revistes emergents de còmic com Butifarra!, Makoki o El Víbora, així com en fanzines vinculats a sindicats com CNT o CGT, i al 1984 fitxa per la revista setmanal El Jueves, on continua col·laborant després de diferents etapes. En aquesta revista apareixen publicats els seus personatges més populars com Pedro Pico y Pico Vena o Ovidio. A més, continua col·laborant en publicacions de còmic com TMEO, fanzines reivindicatius i revistes veïnals.
Carles Azagra és fundador del Partido de la Gente del Bar (PGB).